# Longanesi
Longanesi & C., o più semplicemente Longanesi, è una casa editrice italiana fondata a Milano il 1º febbraio 1946 da Leo Longanesi in società con l'industriale Giovanni Monti. Oltre alla narrativa letteraria, la casa editrice pubblica saggistica, arte, archeologia e divulgazione scientifica.

## Storia

### Fondazione
Fin dal 1943-44 l'industriale Giovanni Monti era intenzionato ad entrare nel mercato dell'editoria. Inizialmente si rivolse allo scrittore Elio Vittorini. Questi acquistò, sfruttando una svendita d'occasione, un cospicuo quantitativo di carta color paglierino e iniziò a stendere un primo programma editoriale, con una lista di autori. Ma la condizione di clandestinità cui era costretto Vittorini (essendo antifascista) e l'impostazione progressista dello scrittore contrastarono con le idee conservatrici di Monti; Vittorini si fece da parte.
Su indicazione di Indro Montanelli, Monti chiamò Leo Longanesi, a quel tempo impegnato a Roma nella direzione del settimanale Sette, edito da De Fonseca. Dopo una breve trattativa Longanesi divenne socio di minoranza della società. Nel gennaio 1946 Longanesi salì a Milano e il 1º febbraio fu fondata la casa editrice. Il simbolo, due spadini incrociati, nacque dalla sua matita.

### Direzione Longanesi
Il capitale iniziale investito da Monti ammontava a un milione di lire. La società trovò sede in via Borghetto 5. Il personale era costituito da: Leo Longanesi (direttore editoriale), una segretaria e un responsabile vendite di ventidue anni, Bruno Licitra. La carta color paglierino, lasciata da Vittorini, fu utilizzata. Portò fortuna alla nuova casa editrice, divenendo il carattere distintivo della produzione longanesiana.
Alcuni degli allievi che nell'anteguerra avevano lavorato per Leo Longanesi nel settimanale Omnibus si prestarono a collaborare con la nuova casa editrice nella veste di consulenti: da Indro Montanelli a Emilio Cecchi, da Camillo Pellizzi a Henry Furst (esperto di letteratura anglosassone), da Alberto Moravia a Giovanni Ansaldo. Quest'ultimo fu il principale collaboratore di Longanesi ne Il Libraio, raffinato bollettino d'informazioni della casa editrice stampato in formato tabloid. Longanesi incarnò una nuova dimensione dell'editore: l'"editore protagonista", una figura che era insieme amministratore, cacciatore di talenti, uomo di pubbliche relazioni, direttore artistico (sceglieva il tipo di carta e il carattere della stampa) e revisore di bozze.

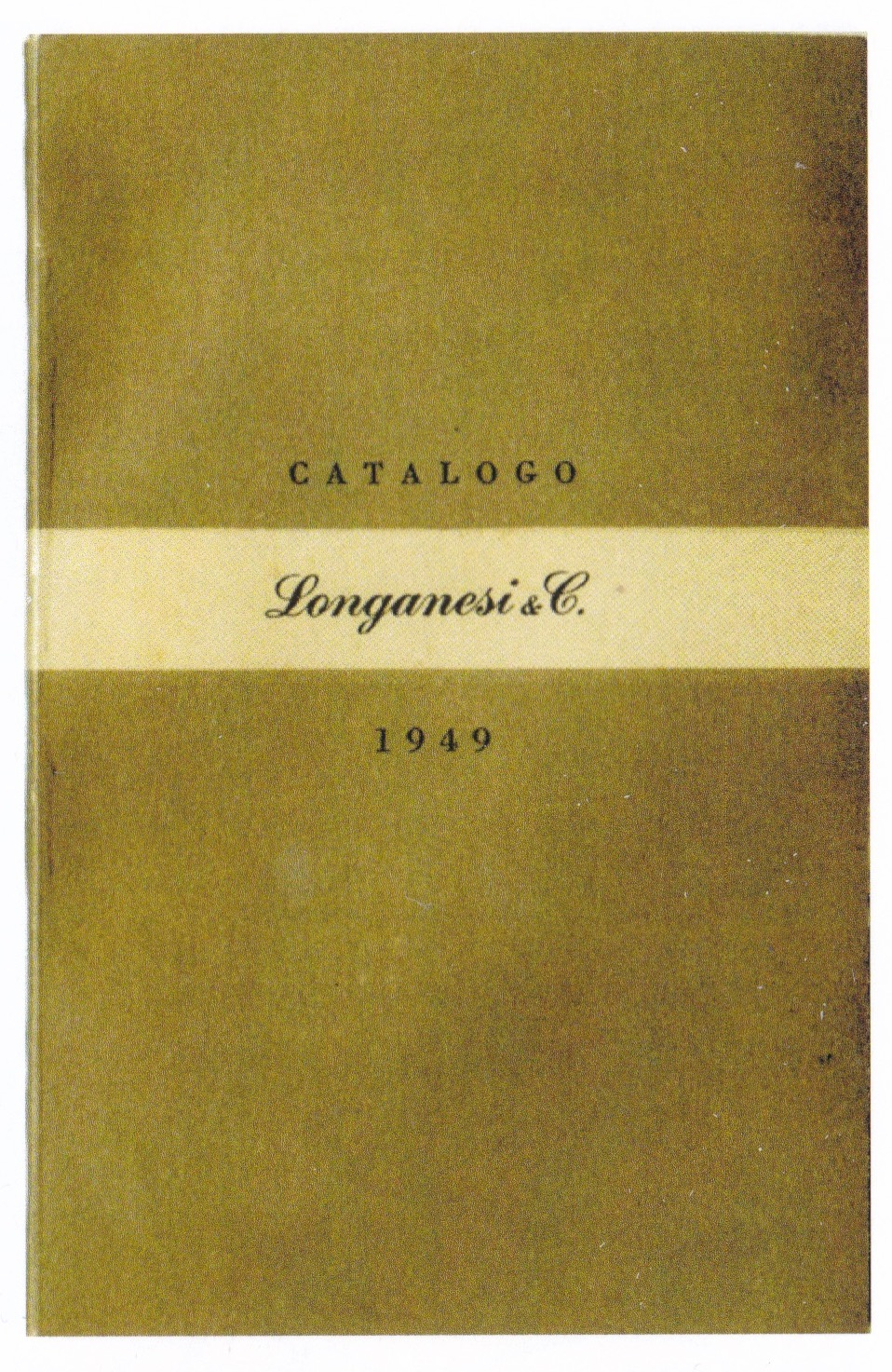
Il catalogo Longanesi per il 1949

Nel 1946 la casa editrice pubblicò I fascisti invecchiano di Vitaliano Brancati. Nello stesso anno apparvero le Memorie del cameriere di Mussolini, una biografia di Benito Mussolini. Non fu un successo commerciale, ma fece parlare di sé per l'insolito punto di vista: Mussolini veniva raccontato dal suo cameriere privato, Quinto Navarra. Alla redazione dell'opera, tratta dalle memorie milanesi di Navarra raccolte all'indomani della caduta del fascismo, prese parte anche lo stesso Montanelli, che redasse l'introduzione della seconda edizione. Il primo successo di vendite arrivò nel 1947 con Tempo di uccidere di Ennio Flaiano. Longanesi consigliò poi a Flaiano di promuovere se stesso e il libro in vista della stagione dei premi. Tempo di uccidere vinse la prima edizione del Premio Strega.
Un altro successo di vendite fu, l'anno seguente, l'opera prima di Giuseppe Berto, Il cielo è rosso e l'opera autobiografica Ho scelto la libertà di Viktor Kravčenko.
Se nel campo narrativo le scelte di Longanesi furono caratterizzate da un'eterogeneità di fondo, l'editore fu ancora più controcorrente nella saggistica. Pubblicò nelle collane "Cammeo" e "La Fronda" opere di chiara impronta storicista, cui fecero riscontro il neokantismo di Ernst Cassirer e l'empirismo di Bertrand Russell, di cui ottenne l'esclusiva, per l'Opera Omnia in italiano, nel 1952. Nel 1950, su ispirazione di Henry Furst, Leo aveva varato la prestigiosa collana "I Cento Libri", protrattasi fino al 1987 e nella quale trovarono posto, accanto a classici della storiografia antica e moderna quali, ad esempio, Procopio, Piccolomini, Ranke e Delisle Burns, anche autentiche riscoperte: vedi il Diario Romano di Francesco Valesio e i Diari e Carteggi dell'esploratore Giovanni Miani.

### Dopo Longanesi
L'ultima invenzione commerciale di Longanesi riguardò la collana "Gialli proibiti" (1953): i libri vennero distribuiti con le ultime pagine sigillate. Se il lettore rinunciava volontariamente a scoprire il finale, poteva ottenere il rimborso del prezzo.

Nel 1956 Longanesi lasciò la casa editrice da lui fondata a causa dei problemi politici incontrati dalla rivista Il Borghese. Infatti, egli condusse campagne taglienti e sferzanti soprattutto contro i centri del nuovo potere partitico nato nel dopoguerra. Monti non era direttamente impegnato nel Borghese (la rivista era in comproprietà al 50% tra Longanesi e Rizzoli), ma iniziò a ritenerlo troppo pericoloso per i propri interessi. Gli propose di staccarla dalla casa editrice e di sottoscrivere un aumento di capitale. Longanesi non accettò la proposta, si ritrovò fuori dal nuovo consiglio di amministrazione e lasciò la società.

### Crisi e rilancio
Dopo l'abbandono di Longanesi, Monti affidò la direzione della casa editrice al figlio cadetto, lo scrittore Mario Monti. Iniziò un declino che nemmeno l'introduzione di una collana di tascabili economici, i Superpocket, riuscì ad arrestare.
Nel 1977, Luciano Mauri, patron delle Messaggerie Italiane, acquisì con Alfredo Curcio il marchio, decidendo di farsi editore in proprio. La società era in profondo passivo: alla fine del 1979 Mauri ne affidò la direzione a Mario Spagnol (1930-1999), reduce da esperienze in Bompiani, Feltrinelli, Mondadori e Rizzoli. Spagnol rilanciò la casa editrice puntando sulla narrativa internazionale, ma con un occhio di riguardo per gli autori di qualità. A caccia di best seller, pubblicò Wilbur Smith, Michael Ende, William Golding e James Patterson. Fu Spagnol a scoprire Tiziano Terzani, negli anni Ottanta uno sconosciuto giornalista che lavorava per il settimanale tedesco Der Spiegel.
Nel settembre 1999 morì Spagnol; Stefano Mauri, che dal 1988 lo aveva affiancato, assunse la carica di amministratore delegato, mentre quella di direttore editoriale fu affidata a Luigi Brioschi.
Nel 2005 venne fondato il Gruppo editoriale Mauri Spagnol. Da allora la Longanesi è la casa editrice leader del Gruppo. Nello stesso anno nasce la collana Le spade, per celebrare il centenario della nascita del fondatore della casa editrice.
Nel 2011 è diventato direttore editoriale Giuseppe Strazzeri. Nel maggio 2015 Ferruccio de Bortoli è stato nominato presidente della casa editrice, succedendo a Enrico Zanelli, in carica per 15 anni.

## I Premi Nobel
Nel 1978 fu assegnato il Premio Nobel per la letteratura a Isaac B. Singer, grande amico personale dell'editore Mario Monti.
Anche la gestione di Mario Spagnol è stata impreziosita da un Nobel per la letteratura, assegnato nel 1983 a William Golding.

## Gli autori
La Longanesi pubblicò il primo racconto di Ernest Hemingway in Italia e lanciò alcuni scrittori italiani come Vitaliano Brancati, Ennio Flaiano, Dino Buzzati, Goffredo Parise, Giuseppe Berto. Pubblicò, tra le altre, opere di Giuseppe Prezzolini, Giovanni Spadolini e Indro Montanelli.
Tra gli autori stranieri nel catalogo Longanesi si segnalano (in ordine alfabetico): Susanna Clarke, Bernard Cornwell, Clive Cussler, Michael Ende, Jostein Gaarder, Elizabeth George, Arthur Golden, William Golding, Denis Guedj, Torben Guldberg, Chang Jung, Patrick O'Brian, James Patterson, Iain Pears, Bertrand Russell, Vikram Seth, Graeme Simsion, Isaac B. Singer, Sven Hassel, Wilbur Smith, Patrick Süskind, Marion Zimmer Bradley.
Tra gli italiani hanno fatto stabilmente parte del catalogo (in ordine alfabetico): Mario Biondi, Marco Buticchi, Alfio Caruso, Matteo Collura, Giuseppe Conte, Alessia Gazzola, Francesca Marciano, Marta Morazzoni, Piergiorgio Odifreddi, Piero Ottone, Luca Ricolfi, Sergio Romano, Tiziano Terzani, Federico Zeri.

## Il palmarès in Italia
Premio Strega
- 1947 - Ennio Flaiano, Tempo di uccidere
- 1984 - Pietro Citati, Tolstoj

Premio Campiello
- 1985 - Mario Biondi, Gli occhi di una donna
- 1986 - Alberto Ongaro, La partita
- 1991 - Isabella Bossi Fedrigotti, Di buona famiglia
- 1997 - Marta Morazzoni, Il caso Courrier